# ストロベリーナイト・サーガ
『ストロベリーナイト・サーガ』は、共同テレビ制作、フジテレビ系「木曜劇場」枠で2019年4月11日から6月20日まで放送されたテレビドラマである。通称『ストサガ』。二階堂ふみと亀梨和也のダブル主演。原作は誉田哲也の「姫川玲子シリーズ」。平成最後かつ令和最初の木曜劇場。
2012年、竹内結子主演のフジテレビ系『ストロベリーナイト』放送から7年の歳月を経て、キャストとスタッフを一新し、原作「姫川玲子シリーズ」の映像化されていない作品を加え再構成した作品。

## キャスト

### 姫川班
姫川玲子
演 - 二階堂ふみ（高校生時代：八木優希）
警視庁捜査一課殺人犯捜査第十係姫川班主任→警視庁池袋東警察署強行犯係。階級は警部補。
ノンキャリアでありながら弱冠27歳で警部補に昇進した凄腕女性刑事。
高校生時代に性的暴行を受けて入院し、捜査も兼ねて寄り添ってくれた刑事の佐田によって閉ざしていた心が徐々にほぐれた。突如佐田が病室に来なくなった数日後、彼女が姫川暴行の犯人を逮捕しようとしたところ刺殺されたことを他の刑事によって告げられた。後に、佐田に憧れて刑事の道に進む。
池袋東警察署勤務になったのを機に、さいたま市の実家から署まで歩いて行ける部屋に引っ越した。
事件解決を前提に牧田から重要な情報を引き出すため、その人物と車内でキスをしたり、禁煙中なのに稀に煙草を吹かす裏の一面を持っている。
菊田和男
演 - 亀梨和也
警視庁捜査一課殺人犯捜査第十係姫川班→警視庁千住中央警察署刑事課。階級は巡査部長。姫川班解体後に梓と結婚。
非喫煙者（ノンスモーカー）である。
葉山則之
演 - 葉山奨之（中学生時代：田口翔大）（#2 - ）
警視庁蒲田西警察署→警視庁捜査一課殺人犯捜査第十係姫川班→警視庁上北沢警察署→警視庁捜査一課殺人犯捜査第八係。階級は巡査→巡査部長。
中学生時代に自身の家庭教師が通り魔に刺殺されるのを目の当たりにしたことがトラウマになり、姫川班配属後も犯人追跡中に確保目前でフラッシュバックし取り逃がしそうになった。
石倉保
演 - 宍戸開
警視庁捜査一課殺人犯捜査第十係姫川班→警視庁愛宕西警察署盗犯係。階級は巡査部長。
班長の姫川から絶大な信頼を寄せられており、「たもっつぁん」と呼ばれている。
湯田康平
演 - 中林大樹
警視庁捜査一課殺人犯捜査第十係姫川班→警視庁亀有北警察署。階級は巡査。
大塚真二
演 - 重岡大毅（ジャニーズWEST）（#1）
警視庁捜査一課殺人犯捜査第十係姫川班 巡査→警部補。
姫川からは「一番弟子」として可愛がられている。
何度か単独捜査をしていたが、第1話の中盤で犯人に頭を撃ち抜かれ、血塗れの死体で発見された。

### 警視庁捜査一課
日下守
演 - 神保悟志（#2・#3）
殺人犯捜査第十係日下班主任。階級は警部補。
「予断は禁物だぞ」が口癖。
愛煙家である。
今泉春男
演 - 山口馬木也
殺人犯捜査第十係の係長→警視庁武蔵村山警察署。階級は警部。
愛煙家である。
橋爪俊介
演 - 岡田浩暉
管理官→警視庁八王子南警察署刑事課長。階級は警視。
やや横柄な性格をしている。
勝俣健作
演 - 江口洋介
殺人犯捜査第五係主任→殺人犯捜査第八係主任。階級は警部補。
姫川とは犬猿の仲のような関係で、会うたびにいがみ合っている。捜査仲間からは「ガンテツ」と呼ばれている。
喫煙者（ヘビースモーカー）である。

### その他
井岡博満
演 - 今野浩喜
警視庁亀有北警察署 巡査→警視庁蒲田西警察署 巡査部長。
基本的にノリが良く、関西弁を話す。事件のたびに姫川とよく行動を共にし、彼女を「玲子ちゃん」と呼んで煙たがられている。
辰巳圭一
演 - 猪征大
情報屋。過去に大塚に逮捕され、その縁で彼から1度だけ犯罪組織の情報依頼を受ける。
現在は勝俣から犯罪組織の情報依頼を受けている。
喫煙者（ノーマルスモーカー）である。
姫川瑞江
演 - 菊池桃子（特別出演）（#3・#4・#9）
姫川玲子の母。
姫川忠幸
演 - 河野洋一郎（#3・#4）
姫川玲子の父。
国奥定之助
演 - 伊武雅刀（#4・#8・#10）
監察医務院 監察医。

### ゲスト
#1『ストロベリーナイト』
- 深沢由香里（中央医科大学付属病院精神科に入院中の少女） - 山口まゆ
- 北見昇（警視庁亀有北警察署 新人キャリア警部補） - 坂東龍汰
- 佐田倫子（埼玉県警察捜査第一課 巡査→警部補） - 吉谷彩子（#4）
- マコ（由香里が慕っていた女性） - 小牧那凪
- 金原太一（事務機器リース会社営業マン） - 武市真嘉
- 深沢康之（由香里の兄） - 鈴田修也
- 滑川幸男（大手広告代理店クリエイティブディレクター） - 片山享
- 田代智彦（滑川の友人） - 山根和馬
- 尾室直弘（中央医科大学付属病院精神科医師・由香里の主治医） - 辰巳蒼生
- スナックのママ（辰巳の知り合い） - 西丸優子

#2・#3『ソウルケイジ』
- 高岡賢一（高岡工務店経営） - 寺脇康文
- 三島耕介（高岡工務店大工） - 堀井新太（8歳時：山城琉飛、15歳時：小林喜日）
- 中川美智子（耕介の恋人・美容学校学生） - 山谷花純
- 戸部真樹夫（鴨下総業保険契約担当） - 波岡一喜
- 三島忠治（耕介の父・鴨下総業鳶職人） - 池下重大（#2のみ）
- 沢井雄司（鰻屋店主） - 山上賢治（#2のみ）
- 内藤君江（定食屋店主） - 佐久間まち子（#2のみ）
- 内藤雄太（君江の甥・北千住中央病院入院患者） - 遠山幹斗（#2のみ）
- 鴨下（鴨下総業社長） - 内藤トモヤ（#2のみ）
- 矢代（鴨下総業社員） - 安藤輪子（#2のみ）
- 松本（電気屋・坂林建設請負） - 世志男（#2のみ）
- 小林実夏子（戸部の愛人） - 佐藤乃莉（#3のみ）

#4『右では殴らない』
- 下坂美樹（女子高生） - 山田杏奈
- 内村珠希（姫川の妹） - 上原実矩
- 宇田川浩一（医大生） - 小平大智

#5『左だけ見た場合』
- 吉原秀一（板橋区のアパートの住人・マジシャン） - 小林隆
- 相楽康江（警視庁高島平南警察署 巡査部長） - 宮地雅子
- 渡辺繁（ワタナベ工務店 代表取締役社長） - 向井恭介
- 斉藤晴彦（吉原の従兄弟） - 岩田丸
- 佐藤武彦（吉原の友人） - 大堀こういち
- 谷口寛（吉原と同僚のマジシャン） - 兼松若人
- 有田麗子（中学生時代の葉山の家庭教師） - 新実芹菜（#6）
- 青木伸介（吉原の競馬仲間） - 速水竜也

#6『夢の中』『闇の色』
- 峰岡重樹（弟が亡くなってから里美に捨てられ、内田茂之の名で生活してきた青年） - 今井悠貴（幼少期：嶺岸煌桜）
- 峰岡里美（重樹の母・スナック従業員） - 黒沢あすか
- ヒロ（重樹の弟） - 塩崎忍
- 越野忠光（警視庁上本所警察署 担当係長） - 田中啓三
- チカコ（峰岡が勤めているスナックのママ） - 小林美江
- 菅沼久志（尾崎と一緒に食事後、峰岡に助けを求められた通行人） - 市川貴之
- 尾崎彩美（菅沼の同僚） - 横田美紀

#7 - #9『インビジブルレイン』
- 牧田勲（西堂組傘下極桜会 会長） - 山本耕史（青年期：勧修寺保都）
- 和田徹（警視庁刑事部捜査一課長→警視庁清瀬警察署長 警視正） - 羽場裕一
- 長岡征治（警視庁刑事部長 警視監） - 小市慢太郎
- 柳井健斗（ネットカフェ店員） - 寺西拓人（ジャニーズJr.）
- 内田貴代（ネットカフェ店員・柳井健斗の恋人） - 永瀬莉子
- 川上義則（牧田の舎弟） - 田邊和也
- 小林充（仁龍会傘下六龍会 構成員・柳井千恵の彼氏） - 古野陽大
- 西堂神矢（暴力団西堂組 4代目組長） - 南雲佑介（#7・#8のみ）
- 柳井千恵（柳井健斗の姉） - 搗宮姫奈（#7・#8のみ）
- 柳井篤司（柳井健斗の父） - 河野安郎（#7・#8のみ）
- 藤元英也（西堂組傘下仁龍会 会長） - 鈴木隆仁（#7のみ）
- 三原鉄男（西堂組傘下大岸会 会長） - 石田尚巳（#7のみ）
- 林広巳（警視庁資料班長 警部補）- 桐山浩一（#7のみ）
- 丸山（警視庁組織犯罪対策第4課 刑事） - 三溝浩二（#7のみ）
- 宮崎（警視庁組織犯罪対策第4課 課長） - 潟山セイキ（#7のみ）
- 金田（西堂組 組員） - 佳久創（#7のみ）
- 志村恵美（小林と同棲している女性・キャバクラ嬢） - 玉井らん（#7のみ）
- 高木（警視庁鑑識課 鑑識官） - 黒川モトハル（#8のみ）
- 徳永晃（白川会傘下徳永一家 総長） - 土師正貴（#8のみ）
- 牧田卓（牧田の父） - 康永柾樹（#8のみ）
- 牧田奈津美（牧田の妹） - 森累珠（#8のみ）
- 曽根（記者会見で厳しく追及した記者） - 池浪玄八（#9のみ）

#9『アンダーカヴァー』
- 東尾（警視庁池袋東署刑事課長 警視） - 宮川一朗太（#10・#11）
- 土井（警視庁捜査二課主任 警部補） - 石井正則
- 吉田勝也（今山商事 社員） - 山中聡
- 吉田真澄（勝也の妹） - 留奥麻依子
- 吉田晴樹（勝也の弟） - 市原樹
- 角田（五木商会 店主） - 綾田俊樹
- 赤木芳弘（トキワ硝子 社長） - 佐々木省三
- 赤木史子（赤木の妻） - 山本道子
- 村岡（八田商事 従業員） - 久松信美
- 塚本（八田商事 従業員） - 篠原悠伸

#10・#11『ブルーマーダー』
- 木野一政（元警察官） - 要潤
- 岩渕時生（千住中央警察署が追っている逃走犯） - 大下ヒロト
- 茅場元（木野とともに動いている中年男性） - 相島一之
- 下井正文（警視庁笹塚警察署刑事組織犯罪対策課 警部補） - 陰山泰
- 菊田梓（菊田の妻） - 大塚千弘
- 安東智寛（警視庁組織犯罪対策課四課長 警視正） - 大谷亮介
- 江田（警視庁池袋東警察署生活安全課 巡査部長） - 久保田創
- 加山（警視庁千住中央警察署統括係長 警部補） - 大久保運
- 永瀬（警視庁千住中央警察署 巡査部長） - 坂元健児
- 土田（警視庁千住中央警察署） - 山口翔悟
- 諸矢勇造（諸矢組 組長） - 大河内浩 （#10のみ）
- 大竹慎吾（警視庁池袋東警察署 巡査部長） - 生島翔 （#10のみ）
- 河村丈治（隅野組系2代目秋庭組 組長） - 湯江タケユキ （#10のみ）
- 高橋（警視庁目白北警察署地域課） - 浅井浩介（#10のみ）
- 小池（暴走族グループOB） - 中泰雅（#10のみ）
- 狩野泰惠（「かのう」 女将・諸矢勇造の妹） - 藤倉みのり（#10のみ）
- ロクサーヌ（保護してほしいと駆け寄った外国人女性） - 山本ロザ（#10のみ）

## スタッフ
- 原作 - 誉田哲也 『姫川玲子シリーズ』（光文社文庫刊）
- 脚本 - 徳永友一、ひかわかよ、関えり香
- 音楽 - 末廣健一郎
- 主題歌 - 亀梨和也 「Rain」（ジェイ・ストーム）[12]
- オープニングテーマ - ロイ-RöE- 「VIOLATION*」（WARNER MUSIC JAPAN / unBORDE）[13]
- 警察監修 - チーム五社
- 医療監修 - 堀エリカ
- 法医学監修 - 内ヶ﨑西作
- 法律監修 - 佐藤大和、阪口采香
- 大工監修 - 新岩正人
- マル暴監修 - 吉田丸
- スタントコーディネート - 髙橋伸稔
- 特殊メイク - 松井祐一
- 編成企画 - 渡辺恒也
- プロデュース - 山崎淳子、山内大典
- 演出 - 石川淳一、山内大典、洞功二、城宝秀則
- 制作 - フジテレビ
- 制作著作 - 共テレ

## 放送日程
| 話数                                                                        | 放送日  | エピソードタイトル                         | サブタイトル                                                                                     | 脚本       | 演出     | 視聴率 |
| --------------------------------------------------------------------------- | ------- | ------------------------------------------ | ------------------------------------------------------------------------------------------------ | ---------- | -------- | ------ |
| #1                                                                          | 4月11日 | ストロベリーナイト                         | 移動する死体遺棄現場の謎!? 女刑事哀しき過去と連続猟奇殺人の真相!! 平成最後の本格派刑事サスペンス | 徳永友一   | 石川淳一 | 7.8%   |
| #2                                                                          | 4月18日 | ソウルケイジ 前編                          | 死体なき殺人! 謎を呼ぶ真実の連鎖                                                                 | ひかわかよ | 山内大典 | 6.4%   |
| #3                                                                          | 4月25日 | ソウルケイジ 後編                          | 究極の父性!? 哀しき殺人者の慟哭                                                                  | ひかわかよ | 山内大典 | 6.6%   |
| #4                                                                          | 5月02日 | 右では殴らない                             | 取調室緊迫の攻防! 姫川VS女子高生 私が刑事である理由                                              | 関えり香   | 石川淳一 | 6.7%   |
| #5                                                                          | 5月09日 | 左だけ見た場合                             | 超能力の殺人 奇妙な縁と謎の番号                                                                  | 関えり香   | 石川淳一 | 6.7%   |
| #6                                                                          | 5月16日 | 夢の中 闇の色                              | 新作映像化! 通り魔事件の謎を追え 姫川班涙の総力捜査                                              | 関えり香   | 洞功二   | 6.8%   |
| #7                                                                          | 5月23日 | インビジブルレイン 前編                    | 第二部突入! インビジブルレイン                                                                   | ひかわかよ | 山内大典 | 6.2%   |
| #8                                                                          | 5月30日 | インビジブルレイン 後編                    | 私に眠る殺意 禁断捜査が導く真実                                                                  | ひかわかよ | 山内大典 | 5.2%   |
| #9                                                                          | 6月06日 | インビジブルレイン 結末編 アンダーカヴァー | 姫川班解体!? 伝わらない想いと再会への誓い                                                        | ひかわかよ | 城宝秀則 | 6.2%   |
| #10                                                                         | 6月13日 | ブルーマーダー 前編                        | 最終章突入!! 姫川玲子VS青い仮面の殺人鬼!                                                         | 徳永友一   | 石川淳一 | 6.2%   |
| #11 （最終回）                                                              | 6月20日 | ブルーマーダー 後編                        | 最凶の正義 ブルーマーダー永遠の殺意と愛                                                          | 徳永友一   | 石川淳一 | 7.9%   |
| 平均視聴率 6.6%（視聴率はビデオリサーチ調べ、関東地区・世帯・リアルタイム） |         |                                            |                                                                                                  |            |          |        |

## Blu-ray・DVD
- 「ストロベリーナイト・サーガ Blu-ray BOX」[16]、「DVD-BOX」[17]が2019年10月16日にTCエンタテインメントから発売された。